# Бакатуй
Бакатуй — упразднённая деревня в Нижнеудинском районе Иркутской области. Встречаются также варианты написания Бокатуй, Бакатэй.

## География
Расстояние до Нижнеудинска (райцентр) 110 км, до села Катарбей — 7 км.

## История
Деревня основана в 1903 году как запасной переселенческий участок на 50 душевых долей. К 1906 году заселение еще не началось.
Заселена не позднее 1911 года. Относилась к Икейской волости Нижнеудинского уезда.
Деревня была упразднена в 1960-е годы.